# Малкмус, Стивен
Стивен Малкмус (англ. Stephen Malkmus, род. 30 мая 1966, Санта-Моника, Калифорния) — американский музыкант в стиле инди-рок, участник музыкального коллектива Pavement.

## Биография

### Карьера
Стивен Джозеф Малкмус родился в Санта-Монике, Калифорния, а его детство прошло в городке Стоктон в том же штате. После окончания школы он поступил в Виргинский университет, где изучал историю, а в свободное от учёбы время был диджеем на радио.
В конце 1980-х годов Малкмус вместе со Скоттом Каннбергом основал студийный проект Pavement. Их первый альбом «Slanted & Enchanted» получил хорошие отзывы критиков, что послужило стимулом для дальнейших записей. В 1992 году проект перерос в музыкальную группу, объединив со временем в себе семерых участников. В 1999 году группа распалась, и Малкмус занялся сольной карьерой, выпустив в 2001 году свой первый альбом.
С 1989 года Малкмус вместе с Дэвидом Берманом и Бобом Настановичем, также из Pavement, является участником группы Silver Jews. В начале 1999 года он выступал вместе с группой Sonic Youth, приняв участие в нескольких их концертах.
В 2000 году Малкмус создал новую группу под названием Jicks, которая в итоге переросла в проект Stephen Malkmus and the Jicks, с которой музыкант выступает по сей день.
В своём творчестве Малкмус наиболее часто использует гитару Fender Jazzmaster, а также Fender Stratocaster на которой он чаще всего играл будучи в составе Pavement.
В 2022 Малкмус объявил о воссоединении Pavement для того чтобы дать мировое турне.

### Личная жизнь
В настоящее время Стивен Малкмус проживает в Портленде, штат Орегон, со своей женой, художницей Джессикой Джексон Хатчинс. В 2005 году она родила ему дочь Лотти, а спустя два года — ещё одну дочь Сандей.